# Masacre în Transilvania în timpul celui de-al Doilea Război Mondial
Conflictele româno-maghiare din secolul XX au fost dure din punct de vedere simbolic, au fost mutual exclusive, dar au fost foarte rar violențe, în sensul în care s-au întâmplat lucrurile în spațiul post-sovietic sau balcanic, cu masacre în masă, susținute de o parte a populației. Astfel de lucruri nu s-au întâmplat niciodată în Transilvania, nu au fost niciodată carnagii sau genocide. Cred că populația de aici a înțeles nevoia compromisului dintre iubirea și ura, care duce la violență.
Masacrele în Transilvania în timpul celui de-Al Doilea Război Mondial reprezintă o suită de execuții extrajudiciare, crime de război și asasinate comise atât de unități militare ale Regatului Ungariei (aflat pe atunci sub conducerea administrației regentului Miklós Horthy), cât și de formațiuni paramilitare românești (în perioada în care regiunea s-a aflat în zona de operații militare), împotriva populației civile române, maghiare și evreiești. 
Există de asemenea opinii precum că, în ce privește toamna anului 1944, sunt incidente de acest fel în care au fost implicate inclusiv formațiuni militare românești sau sovietice.

## Cadru istoric general
În toamna anului 1940, ca urmare a dictatului de la Viena, în mai multe localități din Ardealul de Nord realipit la Ungaria, trupe militare sau paramilitare maghiare au masacrat civili români, țigani și evrei, în intenția de a determina prin teroare un exod din populațiile conlocuitoare nemaghiare. Atrocități similare au avut loc și spre sfârșitul anului 1944, îndeosebi pe fundalul stării de beligeranță în care frontul de est și-a mișcat relativ rapid în direcția est-vest linia care traversa teritoriul Ardealului de Nord, mai ales după 23 august 1944, când România a ieșit din coaliția Puterilor Axei și s-a alăturat Puterilor Aliate.

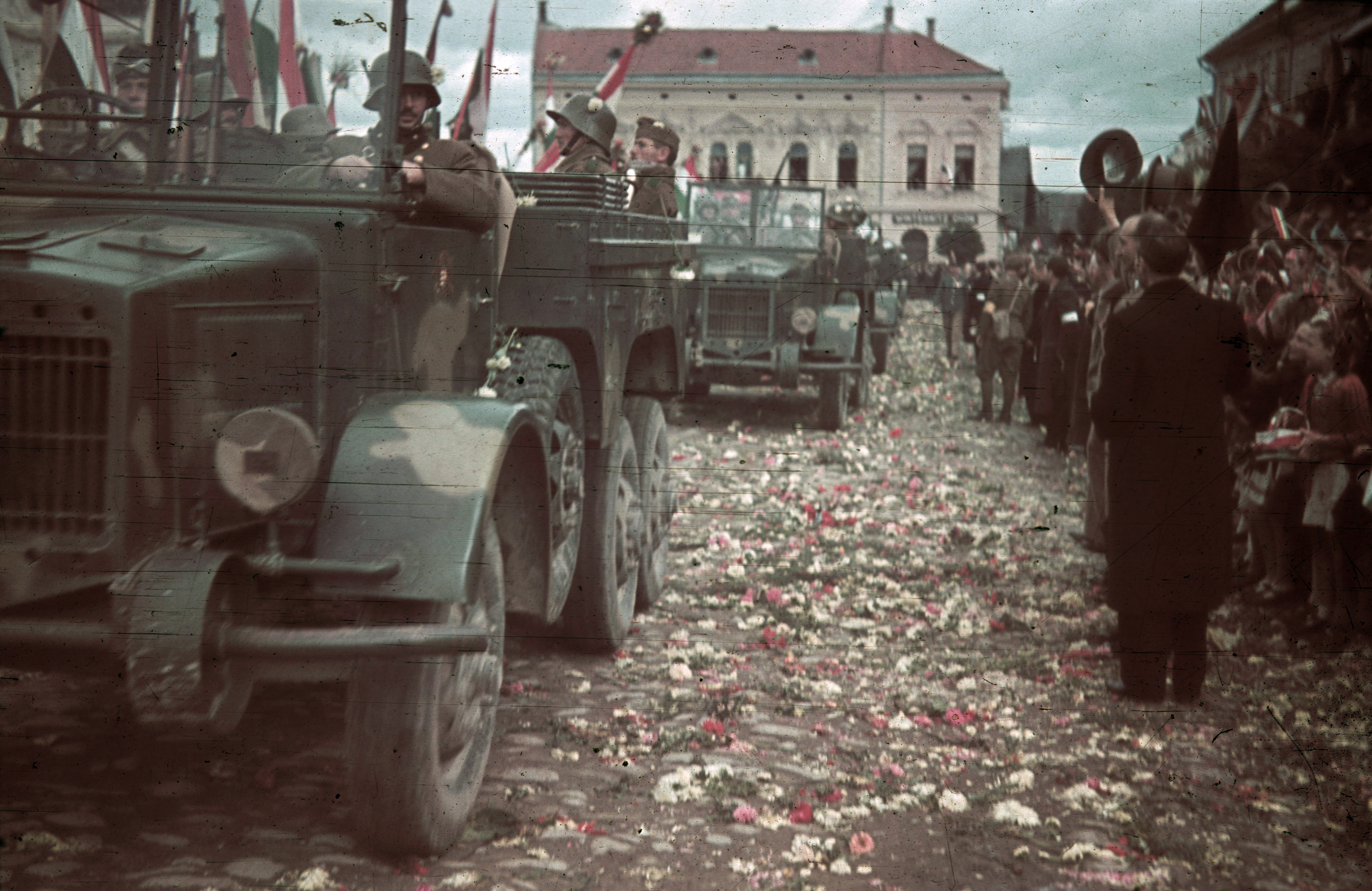
Militari ungari ajunși la Târgu Secuiesc (1940)
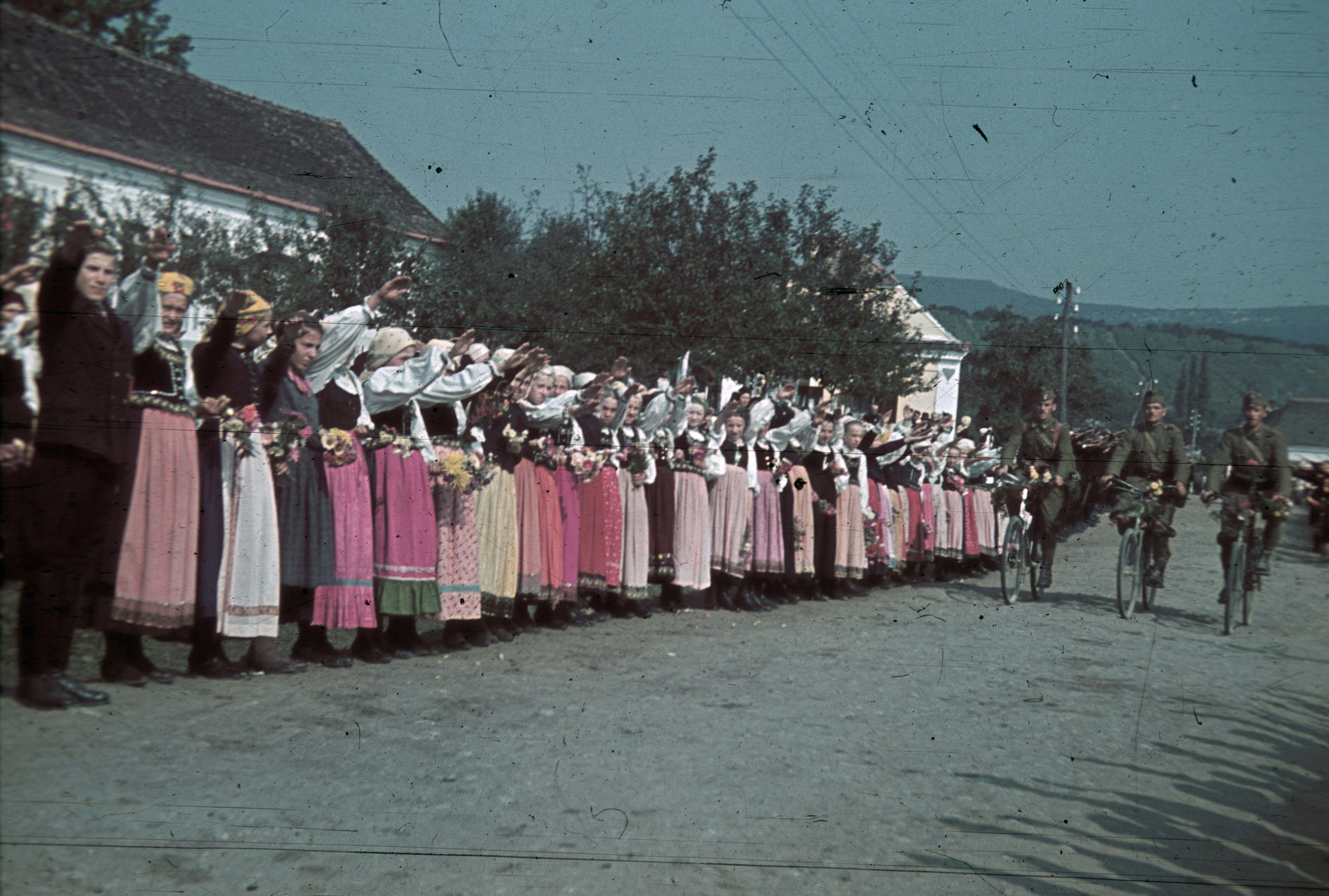
Șași făcând salutul nazist într-un oraș din Transilvania de Nord la sosirea trupelor ungare
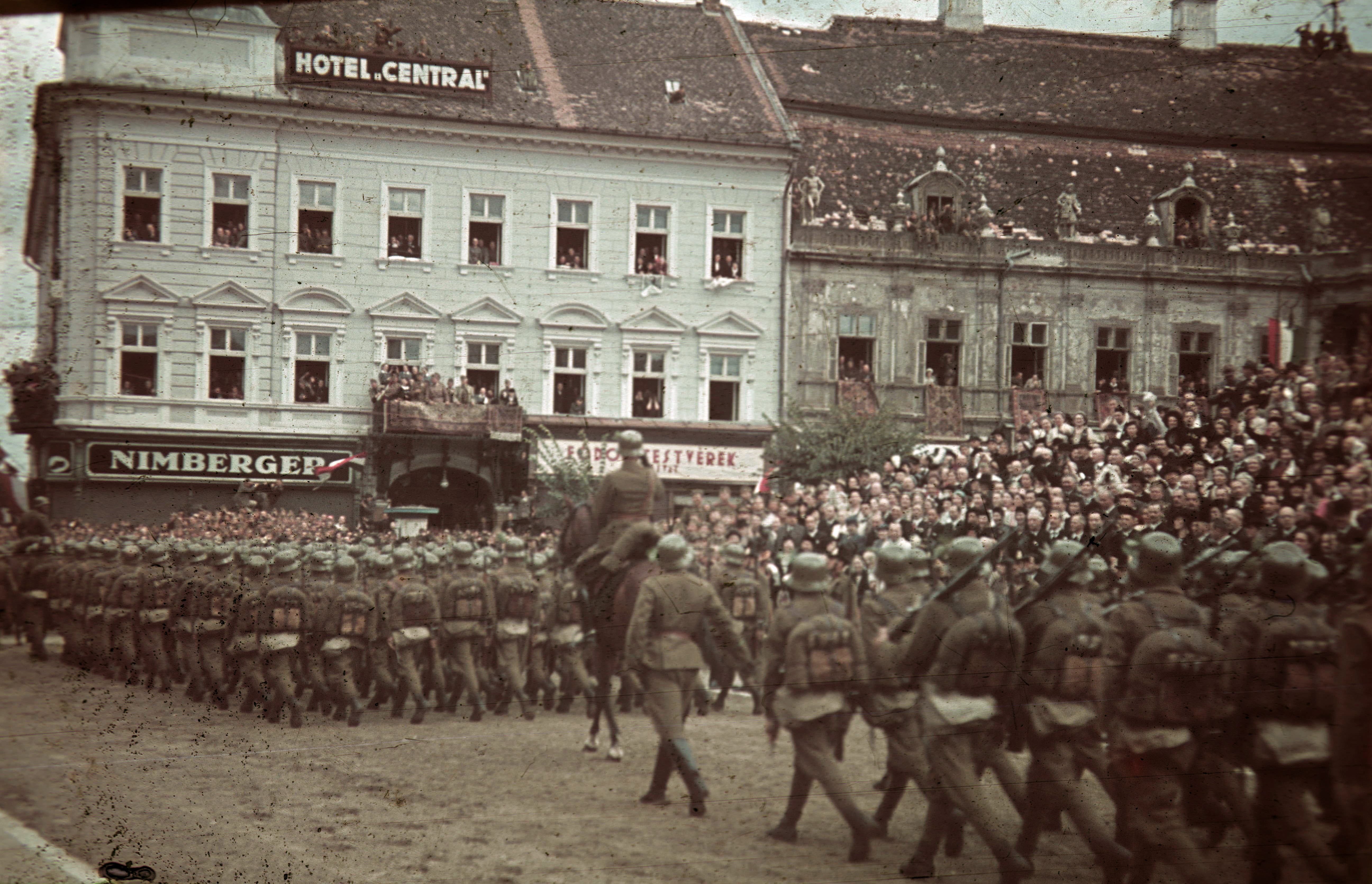
Marș al trupelor ungare în Cluj
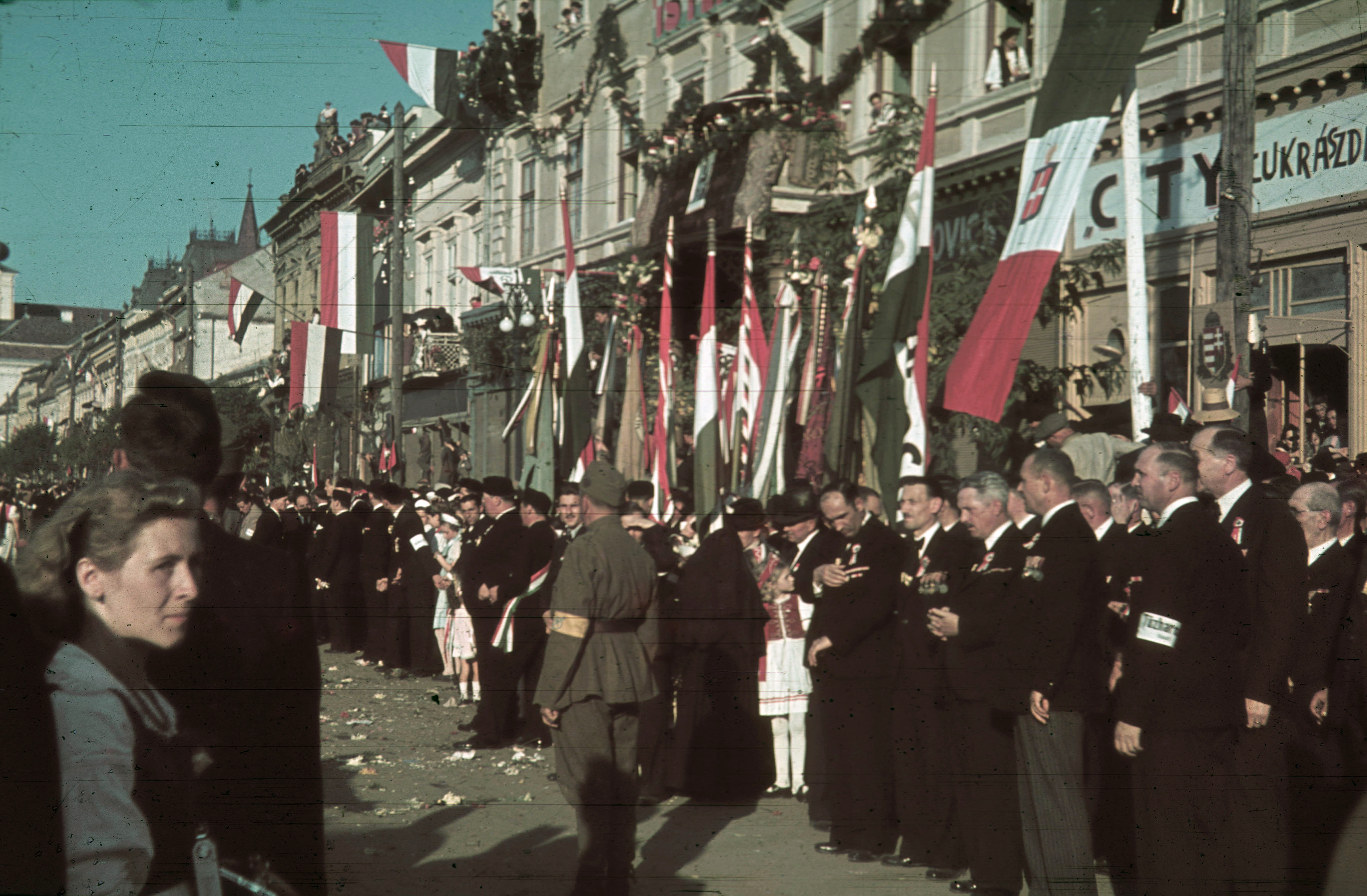
Adunare în strada Piața Trandafirilor din Târgu Mureș
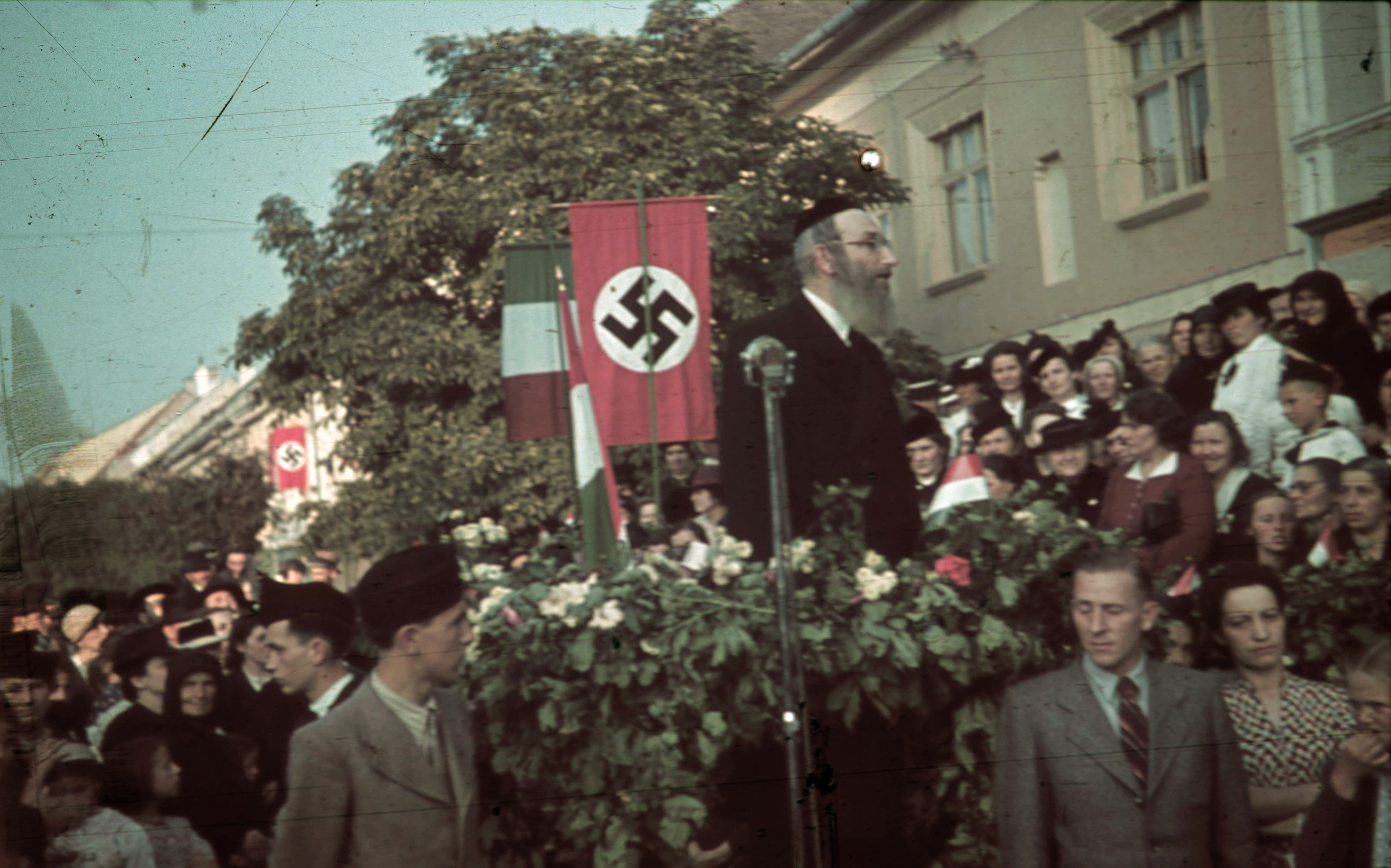
Adunare în strada Liviu Rebreanu din Bistrița

## Date generale și premise ale acestor atrocități
După Dictatul de la Viena, din 30 august 1940, nord-vestul Transilvaniei a trecut sub jurisdicția Ungariei. (Prin Ardeal sau Transilvania se subînțelege în tot articolul atât regiunea istorică Transilvania, cât și provinciile Crișana și Maramureș.)
La începutul lui septembrie 1940, România a cedat Ungariei o suprafață de 43.492 km pătrați, reprezentând jumătate din teritoriul Transilvaniei, cu o populație de 2.667.000 locuitori, dintre care:
- 50.2% români
- 37.1% maghiari și secui
- 12.7% germani, evrei și alte naționalități.

Teritoriul ocupat de maghiari în timpul celui de-al doilea război mondial a rămas în istorie sub numele de Transilvania de Nord (sau Ardealul de Nord) și cuprindea nord-vestul regiunii cu același nume, precum și ținuturile secuiești. Opt din totalul de 23 de județe, câte număra Transilvania în 1940, au fost înstrăinate în întregime, alte 3 au fost scindate, creându-se un hotar artificial ce ajungea până în mijlocul pământului românesc.
După anunțarea hotărârilor luate de puterile Axei la Viena, a urmat pentru români marea dramă a refugiului și evacuarea instituțiilor românești. Mii de români, mai cu seamă intelectuali, s-au refugiat din zona cedată. Printre ei s-a aflat și corpul profesoral al Universității din Cluj, format din personalități de elită: Sextil Pușcariu, Iuliu Hațeganu, Onisifor Ghibu și Emil Racoviță. La fel și artiștii Operei Române, refugiați la Timișoara.
Încercând o clasificare a atrocităților săvârșite în Ardealul de Nord, se poate observa că majoritatea lor au avut loc în toamna lui 1940, imediat după instaurarea autorităților ungare, precum și în toamna lui 1944, după ce România a trecut de partea Aliaților. Atrocitățile au fost comise în prima fază în lunile septembrie și octombrie ale anului 1940 în zone situate în imediata apropiere a noii granițe care traversa Transilvania, iar apoi, patru ani mai târziu, în timpul retragerii forțelor germano-ungare ținuturile ardelenești (până la începutul lui octombrie 1944). Astfel o primă clasificare a masacrelor din Transilvania poate fi următoarea:
- Masacrele din toamna anului 1940;
- Masacrele din lunile septembrie și octombrie 1944.

Aceste atrocități pot fi împărțite după etnia celor vizați în: români, maghiari și evrei.

## Masacrele împotriva populației românești din toamna anului 1940
La cinci zile după Dictatul de la Viena, la 5 septembrie 1940, ora 7.00, prima unitate militară ungară a trecut frontiera pe la Sighetul Marmației. Două armate ungare au pătruns pe teritoriul Ardealului anexat: 
- Armata I – cu un efectiv de 208.000 militari. A operat în partea de nord-est a Transilvaniei.
- Armata a II-a – cu un efectiv de  102.000 militari. A operat în zona Oradea-Cluj.

În prima zi, principalele orașe ocupate au fost Carei, Satu Mare, Sighetul Marmației și Ocna Șugatag. Au fost stabilite nouă etape de înaintare, fiecare pe o distanță de 40-80 kilometri. Ultimele localități luate în stăpânire, la 13 septembrie 1940, au fost Sfântu Gheorghe și Târgu Secuiesc. Înaintarea unităților ungare s-a produs în condiții pașnice, neexistând decât câteva incidente răzlețe cu ostașii români aflați în retragere spre sudul Transilvaniei. Armata ungară a fost întâmpinată cu entuziasm de majoritatea populației de etnie maghiară, ceea ce a fost documentat amănunțit pe peliculă, în cadrul filmelor de tip jurnal cinematografic din 1940, cu defilarea unităților militare, precum și a lui Horthy calare pe cal sur, defilând prin principalele orașe ale Ardealului de Nord.
La numai trei zile de la intrarea armatei ungare de ocupație, a început o serie de masacre împotriva populației civile românești. Acestea au avut o intensitate crescută în primele două săptămâni de la anexarea teritoriului. În doar 11 zile au fost asasinați aproximativ 1.000 de români. Cel mai afectat de omoruri a fost județul Sălaj, unde au fost masacrați 477 de români.

### Nușfalău, 8 septembrie 1940
Nușfalău este o comună din județul Sălaj, la 39 km de orașul Zalău. După ce la 7 septembrie 1940, armata ungară a intrat în Șimleul Silvaniei, iar o zi mai târziu în Zalău, la Nușfalău a avut loc un masacru împotriva unor români. Victime au fost 11 oameni, două femei și 9 bărbați, din satul bihorean Almașu Mare, care au fost prinși de evenimente în zona Nușfalău în timp ce mergeau acasă.
Faptele au fost stabilite de Tribunalul Poporului din Cluj, prin hotărârea nr. 1, sentința publică, din 13 martie 1946. În dimineața zilei de 8 septembrie 1940, la ieșirea din Nușfalău, oamenii au fost opriți din drum de localnicul etnic maghiar Zoltán Szinkovitz (Sinkovits?), localnic din comună, și de un soldat ungur, care-l însoțea. Potrivit sentinței Tribunalului Poporului, cei doi maghiari au readus victimele în centrul satului, le-au percheziționat, fără a găsi nimic compromințător contra lor, și-au însușit obiectele personale, le-au bătut sistematic și le-au împus cu baionetele. Cele două femei au fost lăsate în libertate. Cei nouă bărbați au fost duși într-o căruță militară spre comuna Zăuan, până la circa 500 de metri de intrarea în comună, unde românii au fost uciși prin înfingerea baionetei în inimă. Concomitent, alți doi localnici etnici maghiari, din proprie inițiativă, le-au prins pe cele două femei lăsate libere și le-au dus la locul masacrului, unde au fost înjunghiate și ele. Cadavrele au fost înmormântate sumar și acoperite cu frunze. Înhumarea în cimitirul din Nușfalău a avut loc numai peste câteva zile, la stăruința localnicilor, după ce cadavrele începuseră să se descompună. Numele etnicilor maghiari este cunoscut, iar ei au fost pedepsiți de Tribunalul Poporului din Cluj, dar militarii unguri implicați în crimă au rămas neidentificați.

### Treznea, 9 septembrie 1940
Printre cele mai mari tragedii împotriva românilor săvârșite de armata ungară în zilele înaintării pe teritoriul anexat este și masacrul de la Treznea, comună din județul Sălaj, la 15 km de Zalău. Trupe maghiare din batalionul 22 Grăniceri din Debrețin, sub comanda locotenentului Ákosi, au intrat în localitate la 9 septembrie. Primele victime au fost câțiva copii care păzeau vitele la păscut. Cadavrele copiilor au fost descoperite ulterior pe izlazul comunal. După ocuparea satului, militarii unguri au dezlănțuit măcelul. Români și evrei au fost masacrați cu focuri de mitralieră, străpunși cu săbiile și baionetele, iar casele atacate cu grenade și incendiate. Au murit 93 de persoane, dintre care 87 de români și 6 evrei.
Versiunea oficială dată publicității la Budapesta a fost aceea că trupele maghiare intrate în comuna Treznea au fost atacate cu focuri de armă de fiica preotului din localitate și de alți localnici. Această relatare este un fals, întrucât există dovezi care atestă că masacrul a fost premeditat, armata horthystă abătându-se din marșul său pentru a-i ataca pe românii din sat. Versiunea maghiară este infirmată și de un general ungur, care a intervenit în ultimul moment, diminuând dimensiunea dezastrului și mustrându-l pe locotenentul Ákosi, declarând textual:
„Cum au putut ataca armata acești moșnegi, aceste femei și acești copii din brațele mamelor? Trebuie să vă fie rușine pentru ceea ce ați făcut. Aceasta este o rușine, care va rămâne înscrisă pe obrazul armatei maghiare.”
În fiecare an la 9 septembrie, sătenii din Treznea comemorează victimele acestui masacru la monumentul din localitate dedicat acestora.

### Ip, 13/14 septembrie 1940
Cea mai îngrozitoare atrocitate comisă de armata ungară, în complicitate cu etnicii maghiari locali, în care au căzut cele mai numeroase victime inocente -157 de morți- cu ocazia ocupării Ardealului, a fost cea de la Ip, localitate din județul Sălaj, la 45 km de Zalău. Modul în care s-a desfășurat acest masacru a fost stabilit în proces,  la 13 martie 1946, de Tribunalul Poporului din Cluj.
Sub pretextul răzbunării a doi militari unguri omorîți într-o explozie care se produsese în comuna Ip la 7 septembrie 1940, cu ocazia trecerii trupelor prin localitate, locotenentul Zoltán Vasvári a plecat la 13 septembrie 1940 din Nușfalău, unde se afla cantonat, și s-a îndreptat cu compania sa spre Ip. Motivarea uciderii celor 157 de localnici a fost de asemeni una fictivă, întrucât explozia în care își pierduseră viața cei doi militari se produsese din cauza unui defect de ambalaj al muniției, dovadă fiind faptul că cei patru români arestați au fost eliberați după aproximativ o lună.
Locotenentul Vasvári a sosit la Ip în noaptea de 13 spre 14 septembrie, în jurul orei 23.00. Soldații, împreună cu câțiva etnici maghiari civili, au început să vâneze casele românilor. Aceștia erau treziți din somn și uciși cu cruzime. Localnicii unguri erau folosiți pentru a indica gospodăriile românești. A doua zi dimineața, din ordinul locotenentului, mai mulți localnici au fost puși să sape o groapă în cimitirul satului, iar alți săteni au fost scoși cu căruțele și au mers din casă în casă pentru a ridica și transporta cadavrele la cimitir.
În fiecare an, la 14 septembrie, sătenii din Ip comemorează victimele acestui masacru la monumentul din localitate dedicat acestora.

### Cerișa, 15 septembrie 1940
Fără a mai exista și în acest caz vreun motiv de represalii, o companie de militari unguri neidentificați, conduși de doi ofițeri, a intrat, în dimineața zilei de 15 septembrie, în satul Cerișa, județul Sălaj. Date despre masacru sunt conținute în aceeași sentință emisă în 1946 de Tribunalul Poporului din Cluj. Soldații neidentificați au adunat din localitate 64 de români, pe care i-au dus pe dealul de lângă comună. În timpul strângerii sătenilor, aceiași militari au împușcat șapte oameni. Ajungând la locul amintit, unul dintre ofițeri a ordonat evreilor să iasă în față și astfel au ieșit cinci persoane, care au fost îndrumate, sub pază, pe celălalt versant al dealului. Apoi celor 59 de români rămași li s-a poruncit să fugă pe deal în jos. Soldații, la ordinul ofițerului, au deschis focul asupra grupului care alerga. Norocul celor proscriși în acest fel la moarte a fost că au reușit să se ascundă la timp prin râpele și cutele de teren ale dealului, încât numai Gavril Hirte din sat[[Cosniciu de sus Sălaj| a fost împușcat mortal. Concomitent, pe celălalt versant s-a procedat la fel cu cei cinci evrei, dintre care patru au fost împușcați.

### Marca, 15-16 septembrie 1940
În dimineața zilei următoare masacrelor de la Ip, o companie de honvezi, din unitatea cantonată la Șimleul Silvaniei, și-a făcut apariția în comuna Marca, din județul Sălaj, la 55 km de Zalău. Compania era însoțită de civili maghiari din Ip, dintre care unii erau îmbrăcați în uniforme militare, pentru a nu fi recunoscuți. În zilele de 15 și 16 septembrie 1940 acești militari, sub conducerea lui Árpád Ősz drept călăuza și a lui Ștefan Incze, ambii din Ip, au împușcat pe câmp și în curțile unor case doi evrei, trei slovaci și șase români. În documentele ungare, motivul omorârii celor 11 persoane a fost retorsiunea militară. Nici în acest caz pretextul nu era valid, deoarece în această comună nu numai că nu aveau nimic de reprimat, neîntâmplându-li-se nimic, dar prin Marca nici nu trecuse vreo subunitate a armatei ungare.

### Brețcu, 16 septembrie 1940
La 12 septembrie 1940, Niculae Boldea din Brețcu, județul Covasna, și fiul său mai mare, omonim, au fost închiși la primăria localității, pe motivul că tatăl s-a plâns că fiul a fost bătut de un localnic maghiar. Armata ungară a intrat în comună la 13 septembrie, iar căpitanul comandant al subunității respective a dispus ținerea în continuare în arest a românilor. În noaptea de 13 spre 14 septembrie 1940 au fost devastate casele la aproximativ 20-30 de români. La acțiune au participat localnici și soldați unguri. La 14 septembrie a fost arestat și fiul cel mai mic al lui Boldea, în vârstă de 14 ani.
La 16 septembrie 1940, mai mulți soldați unguri au mers la casa familiei Boldea sub pretextul de a lua haine și alimente necesare pentru expulzarea bărbaților în România. După ce au luat cele trebuincioase, s-au întors la primărie, unde au dispus ca victimele să fie urcate într-un camion, ce a pornit mai apoi spre graniță. Militarii s-au oprit însă pe vârful Măgheruș, unde Boldea și cei trei fii ai lui (Demian Nicolae, Demian Ioan și Demian Drăgan Nicolae) au fost împușcați și apoi îngropați.

### Mureșenii de Câmpie, 20 septembrie 1940
Tragedia familiei preotului român Andrei Bujor din satul clujean Mureșenii de Câmpie și a altor locuitori din comună a avut loc după instaurarea oficială în Transilvania ocupată a administrației militare ungare. În localitate erau cantonați soldați conduși de locotenentul Gergely Csordás, din Regimentul 19 honvezi din orașul Nyíregyháza.
Modul în care s-a desfășurat această atrocitate a fost stabilit de aceeași instanță clujeană, Tribunalul Poporului, la 13 martie 1946. În casa preotului român, care era căsătorit și avea trei copii, erau cantonați mai mulți soldați unguri. Fiind deranjat de agresivitatea militarilor, părintele a plecat la Cluj pentru a solicita intervenția comandamentului militar, dar s-a întors la 20 septembrie, seara, neobținând nimic la Cluj. Locotenentul Csordás a trimis în casa preotului Bujor o patrulă de 12 soldați înarmați cu ordinul precis de a-l extermina împreună cu toată familia, precum și cu cei arestați în aceeași după amiază: cantorul Ioan Gurzău și soția Valeria, învățătorul Gheorghe Petrea împreună cu soția Natalia, fiica Rodica în vârstă de 5 ani și soacra Ana Miron. Soldații trimiși i-au împușcat pe toți cei prezenți în casa parohială - și anume pe membrii familiei Bujor – în  camerele de culcare, iar pe ceilalți prin curte. Aceeași soartă a avut-o și servitoarea preotului, Șarolta Juhász, de etnie maghiară. Victimele, în număr de 11, au fost îngropate în aceeași noapte în curtea casei. S-a dovedit apoi în fața Tribunalului Poporului că masacrul a fost comis la îndemnul contelui Albert Wass, care îl ura pe părintele Bujor din cauza unui teren de vânătoare și pentru că vedea în el un român naționalist.

### Cronologia altor masacre
- În satul bihorean Mihai Bravu seria atrocităților împotriva etnicilor români a început la 7 septembrie 1940. Până în acea zi, nordul județului Bihor a fost ocupat complet de armata ungară. În localitate, 22 de țărani români, printre care și doi copii, au fost adunați pe câmp și împușcați de soldați unguri.[5]
- La 8 septembrie 1940, în satul Ciumărna din județul Sălaj, trupele ungare au ucis 11 persoane, în timpul înaintării lor spre partea centrală Ardealului de Nord.[7]
- La 9 septembrie 1940, la Zalău, soldați maghiari rămași neidentificați au intrat în casele românilor Grigore Vicaș și Gheorghe Prunea, unde i-au împușcat mortal, împreună cu soția și fratele lui Vicaș, precum și pe soția lui Prunea, însărcinată în ultima lună. În colțul casei lui Vicaș, aceiași soldați l-au mai ucis pe Nicolae Pop, țăran din Treznea care venise cu lapte la Zalău. Numărul victimelor a fost de 27.[11]
- 10 septembrie 1940: la Huedin, trupele ungare, în marșul spre Cluj, i-au maltratat și omorât pe protopopul ortodox Aurel Munteanu și pe polițistul Gheorghe Nicula.[6]
- La 13/14 septembrie 1940, în comunele Belin și Zăbala din județul Trei Scaune, astăzi Covasna, trupele ungare sosite în aceste localități au atacat și vandalizat casele românilor, oamenii fiind bătuți și maltratați pentru a fi determinați să se refugieze în România. Mai multe familii și-au părăsit căminele și au trecut noua frontieră, iar alții au fost expulzați de autoritățile ungare, proprietățile fiindu-le confiscate.[12]
- La 16 septembrie 1940, honvezi unguri neidentificați au ucis cu focuri de armă în comuna Halmășd, județul Sălaj, trei localnici români, iar în dimineața zilei următoare au împușcat șapte membri ai familiei Maticec, între care un nou-născut, de numai 5 luni. Și această crimă este consemnată în sentința din 13 martie 1946 a Tribunalului Cluj.
- La 16/17 septembrie 1940, în comuna bihoreană Sântion, familia țăranului Gheorghe Tipănuț a fost maltratată de câțiva soldați unguri. Soția lui Tipănuț a fost lovită cu revorvelul și cu picioarele, iar Tipănuț împreună cu cei doi fii ai săi au fost împușcați. Dintre membrii de parte bărbătească ai familiei, a scăpat cu viață numai mezinul.[13]
- La 16 septembrie 1940, în satul Cosniciu de Sus, județul Sălaj, un grup de militari unguri a scos din caselor lor mai mulți români, dintre care 11 au fost omorâți. La 18 septembrie 1940, un alt grup militar ungar l-a prins și împușcat pe localnicul Dumitru Costelaș. În tot timpul masacrelor, soldații erau însoțiți de civili neidentificați, originari din comunele vecine. Ei indicau militarilor casele românilor.[13]
- 18 septembrie 1940: în comuna Camăr, din județul Sălaj, patru români au fost uciși în pădurea Zăuan, după ce fuseseră schingiuți și mutilați.[13]
- În zilele de 18-21 septembrie 1940, în comuna clujeană Aghireș, a fost maltratat și omorât un român. În toamna anului 1940, Iosif Kovács, ca primar al comunei, a desfășurat o activitate ostilă populației românești și evreiești, pe care le-a denunțat comandantului militar în baza unei liste cu numele celor ce urmau a fi maltratați. Astfel, săteanul Gheorghe Boc a fost ridicat de acasă în seara zilei de 18 septembrie de o patrulă ungara și a fost torturat bestial timp de câteva zile. A fost silit să-și sape singur groapa, apoi a fost împușcat, iar trupul i-a fost ciopârțit cu săbiile. Ulterior a fost înhumat pe malul unui râu, unde cadavrul a fost descoperit întâmplător, la scurt timp după asasinare.[14]
- La 22 septembrie 1940, în satul Sucutard, din județul Cluj, au fost asasinați doi români și trei evrei. La îndemnul familiei de grofi unguri Wass din localitate au fost arestați cetățenii Iosif Moldovan și Ioan Câț, care în 1938 intentaseră un proces penal împotriva contelui Albert Wass sub învinuirea de producere a unor leziuni corporale. Au fost reținute și Estera și Rozalia Mihály, bănuite de Wass de activitate comunistă și că l-ar fi denunțat pe Wass la autoritățile românești. La 22 septembrie, cei patru arestați au fost duși sub pază militară în comuna Țaga, unde a doua zi dimineața au fost împușcați și aruncați în groapa comună.[10]
- În octombrie 1943, în comuna Suciu de Sus, județul Someș interbelic, astăzi județul Maramureș, au fost împușcați doi români, în timp ce încercau să se ascundă de militarii unguri.[15]

## Masacrele împotriva populației românești din toamna anului 1944
Seria crimelor împotriva populației românești din Transilvania ocupată a fost reluată în toamna anului 1944, imediat după ce România a încheiat armistițiu cu Aliații. Atrocități au fost săvârșite și în câteva localități din partea de Ardeal care aparținea României, acele așezări aflându-se în imediata apropiere a graniței.

### Band, Grebeniș, Oroiu, septembrie 1944
Imediat după armistițiul României cu Aliații, localnici etnici maghiari înarmați, în colaborare cu grănicerii de la pichetul ungar din comuna Band, județul Mureș, au atacat prin surprindere frontiera română și l-au omorât pe sergentul Predescu. Zeci de români din satul Mărășești au fost ridicați din casele lor și închiși, cu cătușe la mâini, într-o pivniță, iar gospodăriile le-au fost vandalizate.
Trecând apoi frontiera, aceiași făptași au jefuit comuna Grebeniș, unde au împușcat trei localnici și i-au ridicat pe românii care nu apucaseră să se refugieze. Ducându-i până la graniță, maghiarii i-au umilit, silindu-i să sărute pietrele de hotar și să mulțumească că au ajuns pe "teritoriul sfânt al Ungariei". Alți doi români din satul Oroiu au fost bătuți și ulterior uciși.

### Sărmașu, 15 septembrie 1944
În toamna anului 1944, 126 de evrei din orașul Sărmașu, județul Mureș au fost uciși și mai mulți români torturați, apoi deportați. După Dictatul de la Viena din 30 august 1940, Sărmașu a rămas în cadrul României, aflându-se la mai puțin de o oră de mers pe jos de granița cu Ungaria. La începutul războiului, localitatea avea o populație de aproximativ 3.200 de oameni, împărțită pe etnii aproape egal între români și maghiari, precum și circa 200 de evrei. La 23 august 1944, România a trecut de partea Aliaților, armatele germană și ungară a organizat o ofensivă puternică împotriva noului inamic, reușind să pătrundă în Câmpia Transilvaniei pe o adâncime de circa 30–60 km, peste linia de frontieră existentă atunci. La 5 septembrie 1944, comuna Sărmașu a fost ocupată de armata ungară. A început opresiunea împotriva evreilor și românilor locanici. Populația maghiară din zonă, care sprijinea cauza Ungariei, în dorința recâștigării întregii Transilvanii, a început, împreună cu Garda Maghiară, să jefuiască casele evreilor și românilor. La 9 septembrie 1944, o echipă de jandarmi unguri a ridicat din casele lor pe mai mulți români care avuseseră funcții importante în administrația comunei. Au fost duși într-un lagăr improvizat din Sărmaș. Au fost torturați timp de câteva zile. Potrivit sentinței pronunțate la 28 iunie 1946 de Tribunalul Poporului din Cluj, “In lagăr li s-a aplicat un tratament cât se poate de neomenos, constând în bătăi, maltratări și înscenarea de execuții în timpul nopții. De exemplu, o dată toți românii din lagăr au fost scoși în curte, puși în genunchi (“La biserică”), iar, după acest exercițiu, toți, fără deosebire de vârstă, au fost puși să se dea peste cap până la istovire.”
La 15 septembrie 1944, unii dintre români au fost eliberați, iar alți 18 au fost deportați în Ungaria. Aceștia au fost duși cu camionul în Cluj, unde au fost încolonați și puși să mărșăluiască, escortați de polițiști civili, pe drumul spre Jibou și apoi la Budapesta. Unul dintre deportați și declarați morți a fost Iuliu Moldovan, tatăl actorului Ovidiu Iuliu Moldovan. A fost ucis și preotul Micu, un om în vârstă de aproape 80 de ani. Numărul tuturor  românilor deportați care și-au pierdut viața nu se cunoște cu exactitate.

### Tărian, 29 septembrie 1944
În condițiile fluctuațiilor înaintării și retragerii frontului în septembrie 1944, satul Tărian din județul Bihor a fost reocupat de trupele germano-maghiare la 29 septembrie 1944 și, întrucât așezarea se aflase în Ardealul cedat, în localitate au revenit și jandarmii unguri. S-au format două echipe de gardă, pentru satul Tărian, cât și pentru localitatea vecină, Girișul de Criș.
Seara, echipa responsabilă pentru Tărian, condusă de Alexandru Harmathi junior a trecut la hărțuirea gospodariilor românești. Au fost uciși 15 oameni și câțiva răniți grav. După crime, garda s-a deplasat în satul Girișul de Criș, în scopul unor crime similare. Au fost opriți însă de echipa de pază de acolo, sub comanda localnicului Alexandru Vagaszki, care l-a dezarmat pe Harmathi.

### Prundu Bârgăului, 10 octombrie 1944
La 10 octombrie 1944, în toiul luptelor din zona Bârgăului dintre unități române și sovietice, pe de o parte, și trupele germano-ungare, pe de altă parte, a avut loc o acțiune de agresiune împotriva populației românești civile. În toamna anului 1944 în acea zonă erau staționate, în retragere, Divizia 27 de grăniceri secui și Regimentul ungar 33 vânători de munte.
Au fost arestați circa 20 de localnici români din Prundu Bârgăului și au fost trimiși la Bistrița, de unde însă li s-a dat drumul după două zile. Șapte dintre ei au fost arestați din nou și închiși într-o pivniță. În noaptea de 10 octombrie, românii au fost scoși și duși la marginea unui șanț de apărare antiaeriană, unde au fost împușcați și aruncați în șanț. Una dintre victime, preotul Augustin Pop a fost rănit mai ușor și a reușit să scape cu viață, prin fugă. Tot atunci a fost ridicat de acasă și funcționarul Popovici și dus spre o destinație necunoscută, de unde nu s-a mai întors niciodată.

### Moisei, 14 octombrie 1944
În seria atrocităților îndreptate împotriva populației civile românești se înscrie și masacrul din comuna Moisei, județul Maramureș. 31 de țărani români au fost adunați într-o casă și uciși de soldații unguri aflați în retragere. Au scăpat cu viață numai doi oameni. Aceștia erau internați în lagărele de muncă din orașul maramureșean Vișeu de Sus, acuzați de "trădare de patrie". De aici, cei 31 de români au fost duși cu un camion la Moisei, satul fiind evacuat complet. 12 dintre au fost închiși într-o căsuță de lemn și împușcați de soldații maghiari care trăgeau prin geamuri și ușă. În continuare au fost uciși și ceilalți români. Masacrul a avut loc în jurul orei 15. În noaptea următoare, militarii unguri au dat foc satului. Au ars circa 300 de case. Cadavrele intrate în putrefacție au fost îngropate la două săptămâni după comiterea crimelor, când localnicii, evacuați de autorități, au revenit la gospodăriile lor.

### Cronologia altor masacre
- La începutul lunii septembrie 1944, în comuna clujeană Cătina, situată la noua frontieră de după Dictatul de la Viena, mai mulți etnici maghiari localnici au jefuit casele românești din localitate, au omorât o fată în vârstă de 16 ani și au rănit alți doi oameni.[21]
- În toamna anului 1944, în satul Răchitiș, județul Harghita, un ofițer din armata ungară a omorât șapte români. Ofițerul se ocupa cu aprovizionarea Batalionului 5 secuiesc de graniță. Sub pretextul  bănuielii că erau partizani, au fost arestați șapte păstori care se aflau ascunși în pădurea satului. Ofițerul a dispus formarea unui pluton de execuție, însă plutonul a refuzat să-i împuște. Au fost aleși alți soldați care i-au împușcapt pe cei șapte români.[22]
- La 5-7 septembrie 1944, grăniceri unguri, alături de civili din comuna mureșeană Șincai, au trecut frontiera în satul Fânațe, unde au omorât trei localnici români. De teamă să nu fie maltratat, aflând că a fost căutat, Gheorghe Ursuț s-a spânzurat în curtea casei sale. Aceeași bandă a jefuit și incendiat gospodăriile românești.[23]
- La 8 septembrie 1944, satul Ozd, județul Târnava Mică interbelic, azi județul Mureș, preotul maghiar din localitate predă trupelor maghiare doi ciobani români. Aceștia au fost duși sub escortă în orașul Luduș, unde au fost executați prin împușcare și îngropați.[24]
- La 23/24 septembrie 1944, în satul clujean Gădălin, soldați unguri au împușcat doi localnici români. Armata română le-a descoperit cadavrele dezbrăcate și înhumate în islazul comunei.[20] * La 24 septembrie 1944, în timpul luptelor dintre armatele ungară, sovietică și română, în Turda au fost asasinați 18 români. Aceștia, în special femei și copii, se adăposteau de barajul de artilerie sub un pod de cale ferată. Au fost împușcați de militari unguri.

## Urmările masacrelor din Transilvania de Nord
După ocuparea Ardealului de Nord în toamna anului 1940, pentru populația românească a început unul dintre cele mai întunecate capitole ale istoriei recente. La acțiunile de răzbunare ale unor maghiari naționaliști ardeleni împotriva românilor s-au adăugat abuzurile militare, măsurile polițienești de teroare impuse de noile autorități, arestări ilegale, execuții sumare și aroganța agresivă a reprezentanților noilor structuri administrative. În cursul unor acțiuni de depistare erau vizați, în primul rînd, etnicii români considerați naționaliști, în primul rând preoți și învățători. Aceștia au devenit victimele unor cetățeni maghiari zeloși, ale trupelor ungare și ale unor formațiuni paramilitare: au fost batjocoriți, torturați și unii linșați.

### Date oficiale privind abuzurile comise de autoritățile ungare
Într-un raport statistic al Secretariatului de stat pentru naționalități, din București, privind situația din Ardealul de Nord în perioada 30 august 1940 – 1 noiembrie 1941, sunt menționate 919 omoruri, 1.126 schingiuri, 4.126 bătăi, 15.893 arestări, 124 profanări, 78 respectiv 447 devastări colective și individuale.
La câteva zile de la instalare, autoritățile de ocupație au început deportarea românilor în lagăre. Potrivit unui raport al comandantului lagărului din orașul Püspökladány, rezultă că numai în acel lagăr au fost internați în luna septembrie 1940 1.315 români, mult peste capacitatea sa maximă. În consecință, încă din aceeași lună au fost înființate alte lagăre la Someșeni și Florești, lângă Cluj Napoca.
Au existat și expulzări în masă ale ardelenilor peste noua frontieră impusă prin Dictatul de la Viena, îndeosebi a etnicilor români considerați periculoși sau prezumtiv ostili noului regim. Începute în anul 1940, expulzările au fost practicate până în 1944, când, în septembrie și octombrie, autoritățile ungare au fost alungate de unitățile militare sovietice și române. Până la 1 ianuarie 1941, au fost în total 109.532 de refugiați români, la care se mai adaugă 11.957 de ardeleni expulzați de autoritățile maghiare (între care și cazuri de etnici maghiari nerecunoscuți ca maghiari). O statistică vizând perioada 1 septembrie 1940 – 1 decembrie 1943 indică un total de 218.919 persoane expulzate. Acestora li s-au adăugat numeroșii refugiați, care și-au părăsit localitățile de domiciliu de teama noii administrații maghiare. Documentele de epocă relevă că la 23 august 1944, când a început lupta pentru eliberarea Transilvaniei de Nord, în România se aflau peste 500.000 de persoane provenite din teritoriul cedat în baza dictatului de la Viena.
În această perioadă, au avut de suferit și școlile și bisericile românești. Pe teritoriul Ardealului cedat funcționau (la 30 august 1940) 1.666 de școli elementare cu predare în limba romană și 67 de unități de învățământ liceal, profesional și superior. La începutul anului școlar 1941/1942, numărul școlilor primare s-a redus cu 792 de unități, iar în anul 1940/1941 mai funcționa un singur liceu cu limba de predare română - cel din Năsăud - și numai șapte secții românești în cadrul unor licee cu altă limbă de predare.

### Membri participanți
Cele trei organe de represiune ale regimului de la Budapesta erau armata, poliția și jandarmeria, asistate de numeroase organizații naționalist-șovine, instituții militarizate și paramilitare. Cele mai cunoscute organizații paramilitare iredentiste implicate (cu adăugarea unei formațiuni românești similare, din 1944):
- Garda zdrențăroșilor (a Rongyos Gárda); s-a remarcat în prigoana împotriva românilor
- Vânătorii turanici (a Turáni vadászok), organizație protocronistă terorist-informativă, cu filiale de oraș, plasă și județ
- Uniunea camaraderească "Turul" (a Turul bajtársi szövetség)
- Asociația națională de tir (az Országos Magyar Lövész Egyesület)[30]
- Divizia Secuiască de Frontieră (a Székely Határőr Hadosztály)
- Voluntarii pentru Ardeal "Iuliu Maniu"; organizație paramilitară română care a comis omoruri sub pretextul răzbunării pentru acte similare comise de unguri (vezi și art. Aita Seacă)

După aplanarea conflictului, la 10 iulie 1945 s-a înființat la Cluj Napoca un Tribunal al Poporului pentru a-i judeca pe criminalii de război. Instanța a procurat date, dovezi, mărturii privind masacrele comise pe teritoriul din nord-vestul României. Tribunalul Poporului din Cluj a pronunțat în perioada 13 martie – 28 iunie 1946 nouă sentințe (hotărâri). După desființarea sa, judecarea criminalilor de război a fost preluată de Curtea de Apel Cluj (1946 – 1952).
Tribunalul Poporului din Transilvania de Nord și succesoarele sale au condamnat 481 de persoane (găsite vinovate pentru crime de război, crime împotriva păcii și crime împotriva umanității): 370 unguri, 83 germani, 26 români și 2 evrei. Tribunalul din Cluj a decis 100 de condamnări la moarte, 163 de condamnări la închisoare pe viață și alte sentințe. Majoritatea acuzaților au fost judecați în contumacie și nu și-au ispășit pedeapsa niciodată. Edificator este faptul că, din totalul de 72 de criminali maghiari (52 originari din Ungaria și 20 din România) condamnați la moarte de instanța din Cluj, absolut toți au fost judecați în contumacie. Printre personalitățile maghiare transilvănene implicate în acțiuni contra românilor și contele scriitor Albert Wass, considerat și astăzi criminal de război. Albert Wass și tatăl său Andrei au fost găsiți în 1946  vinovați de crime de război și condamnați la moarte de Tribunalul Poporului Cluj. Potrivit rechizitoriului, Wass senior și junior au ordonat asasinatele asupra etnicilor români și evrei de la Mureșenii de Câmpie și Sucutard. La 10 martie 2008, Curtea de Apel Cluj a respins cererea de revizuire formulată de petentul Andreas Wass, ca fiu al condamnatului Albert Wass (între timp decedat), împotriva sentinței nr. 1 din 13 martie 1946 pronunțată de Tribunalului Poporului, prin care acuzații Andrei Wass, Albert Wass și alții fuseseră condamnați la moarte în contumacie. Înalta Curte de Casație și Justiție a menținut hotărârea Tribunalului Poporului din 1946, prin care Albert Wass a fost condamnat la moarte.

### Reacțiile maghiarilor față de atrocitățile comise sub ocupația ungară
Maghiarii din Transilvania intrată sub stăpânirea Ungariei au întâmpinat cu satisfacție hotărârile Dictatului de la Viena, sperând ca, în finalul războiului, Hitler să îi acorde lui Horthy întreg Ardealul. Numeroși etnici maghiari au participat, alături de militari, la masacrele împotriva populației românești. Au devastat, profanat și dărâmat din temelii biserici românești - mai ales în ținuturile locuite de secui -, au jefuit și incendiat casele românilor ori au torturat și ucis oláhok ("vlahi"). Au fost însă, ce-i drept în puține cazuri, și localnici unguri care s-au implicat în salvarea unor familii de români. Printre aceștia este cunoscut cazul lui Iosif Gáll, care a salvat de la moarte mai mulți ardeleni în timpul masacrului de la Treznea. O mărturie în acest sens este și aceea a lui Gavril Butcovan, unul dintre supraviețuitorii dramei din comuna Ip, Sălaj:
„Trebuie să vă mărturisesc adevărul până la capăt. Nu toți consătenii mei au pactizat cu criminalii horthyști. Au fost și maghiari care au sărit în apărarea familiilor de români, punându-și prin acest gest viața în pericol. Astfel au fost salvați din mâna ucigașă a horthyștilor cel puțin trei familii de români. Cu siguranță, dacă acțiunea criminală ar fi avut loc ziua, ar fi fost mult mai mulți care ar fi sărit în ajutorul nostru, al românilor, și în mod sigur numărul celor uciși era mult mai mic.”
Au existat cazuri în care localnici maghiari au căzut jertfă alături de români. Între aceștia a fost slujitoarea Șarolta Juhász din Mureșenii de Câmpie, care a fost ucisă împreună cu întreaga familie a preotului Bujor.

## Reflectarea evenimentelor în istoriografia românească
Istoriografia românească în timpul regimului național-comunist al lui Nicolae Ceaușescu a acordat o atenție deosebită atrocităților regimului ungar din perioada 1940–1944 și ale politicilor antisemite de sub Miklós Horthy, evenimentele din Transilvania fiind asociate cu politica Germaniei Naziste de exterminare sistematică a evreilor, cu diferența că Ungaria ar fi dus aceleași politici și cu etnicii români. În același timp, atrocitățile săvârșite pe teritoriul României sau pe teritoriile administrate de români sunt ignorate sau minimizate. În acest sens, volumul Teroarea horthysto-fascistă în nord-vestul României (septembrie 1940 - octombrie 1944) (București, 1985), sub redacția Mihai Fătu și Mircea Mușat, tradusă de asemenea și în limba engleză în anul următor, face asocierea între participarea Ungariei la Holocaust și politicile antiromânești ale regimului. Discrepanța în prezentarea faptelor este un rezultat al politicilor naționaliste antimaghiare practicate în anii 1980 sub regimul lui Nicolae Ceaușescu. Pentru a servi acestei cauze un număr considerabil de reviste de istorie, precum și mass-media de stat au fost mobilizate pentru a lua parte la „războiul de imagine” împotriva Ungariei. Au fost valorificați în acest sens șef-rabinul Moses Rosen, care s-a implicat în campanie, precum și un supraviețuitor al deportărilor din Transilvania, Oliver Lustig, căruia i s-a permis permis publicarea mai multor cărți despre politicile naziste de exterminare, deoarece acestea conțin și o tentă antimaghiară. Aceștia, profitând de statutul special în cadrul regimului, au reușit în mai multe rânduri să menționeze public sau prin tipărire atrocitățile comise împotriva evreilor sub administrația română, însă impactul a fost limitat.
Evenimentele din județele Harghita și Covasna din perioada 1989–1990 și Târgu Mureș (1990) au fost considerate în România reexemplificări ale celor din perioada 1940–1944, astfel autorul Corneliu Ștefan Liță a încadrat narativa ca „obsesie a holocaustului”, care face apel la sentimente primare de groază, ură și intransigență față de cei care au comis faptele, care pot oricând să procedeze la fel. În același timp, în materie de percepție maghiarii sunt catalogați ca „mâncători de români” și „criminali”, ducând la teama și refuzul de a vizita zonele locuite de aceștia și la un răspuns irațional identic din partea românilor, bazat pe sentimente naționaliste extremiste. Potrivit acestuia, discursurile care fac apel la asemenea reprezentări constituie o accentuare a obsesiei și o blocare a oricărui dialog.
Potrivit istoricei Holly Case, în 2009 articolul din Wikipedia în limba română „Masacrul din Ip” menționa un „holocaust” săvârșit de maghiari împotriva românilor, retorica recentă a legării Holocaustului nazist de evenimentele din Transilvania aparținând lui Gheorghe Funar. În acest fel se conturează o luptă pentru controlul moștenirii istorice a regiunii din cel de-al Doilea Război Mondial, împrumutată din narațiunea postbelică a vinovăției germane colective în chestiunea Holocaustului.